# Sigurd I
Sigurd I Magnusson (ca. 1090 – 26 maart 1130), ook bekend als Sigurd Jorsalfare (Oudnoords: Sigurðr Jórsalafari, "Sigurd de Jeruzalemganger") was koning van Noorwegen van 1103 tot 1130. Hij deelde eerst de troon met zijn broers Øystein en Olaf Magnusson maar werd in 1123 alleenheerser.
In 1098 ging de jonge Sigurd mee met zijn vader, koning Magnus III, op veroveringstocht naar de Orkneyeilanden, de Hebriden en de Ierse Zee. Na de verovering van de Orkneyeilanden en het eiland Man werd Magnus gekroond tot koning van Orkney en koning van Man.
Toen zijn vader Magnus in 1102 weer op expeditie ging, ditmaal om Ierland te veroveren, werd een verbond gesloten met de koning van Dublin, Muircheartach Ua Briain, waarbij Sigurd met de Ierse koningsdochter zou trouwen. Toen Magnus in 1103 stierf, keerde de 14 jaar oude Sigurd weer terug naar Noorwegen en liet zijn kindbruid achter in Ierland. Terug in Noorwegen werd Sigurd samen met zijn twee broers Øystein en Olaf gekroond tot koning van Noorwegen.
Sigurd was ook de eerste Europese koning die op kruistocht ging. Hij vertrok uit Noorwegen in 1107 en vocht tegen de Moslims in Spanje, Lissabon, de Balearen en Palestina. In 1110 nam hij samen met Koning Boudewijn I van Jeruzalem de stad Sidon in. Tijdens zijn kruistocht bezocht hij ook Sicilië, Jeruzalem en Constantinopel.

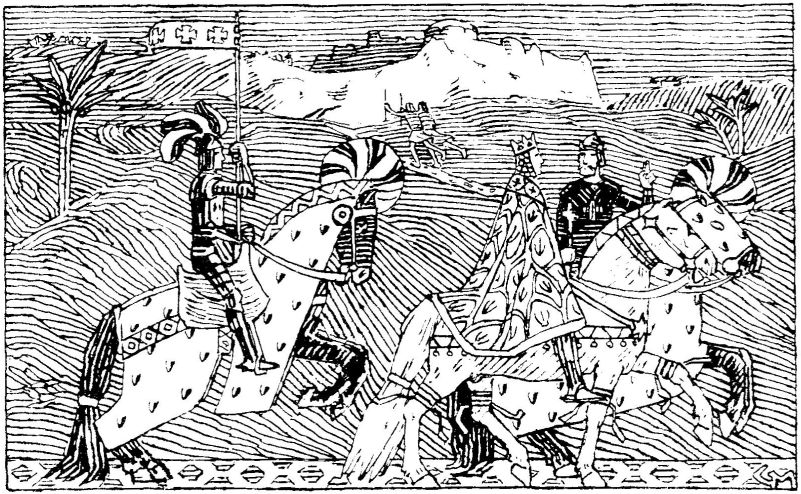
Koning Sigurd en Koning Boudewijn rijden van Jeruzalem naar de Jordaan. Illustratie: Gerhard Munthe

Na zijn terugkeer naar Noorwegen in 1111 maakte hij Konghelle (nu Kungälv in Zweden) tot zijn hoofdstad en bouwde er een kasteel waar hij een relikwie bewaarde die hij van Koning Boudewijn had gekregen. Het was een houtsplinter waarvan beweerd werd dat het van het kruis van Jezus afkomstig was. In 1123 trok Sigurd er opnieuw op uit om te vechten in naam van de kerk, ditmaal naar Småland in Zweden, waar de inwoners het christelijke geloof hadden laten vallen en weer de oude Noordse goden vereerden.
Tijdens zijn koningsperiode introduceerde Sigurd de tiende, een 10% belasting ten goede van de kerk, en stichtte ook een nieuw bisdom in Stavanger. De bisschop van Bergen weigerde namelijk zijn verzoek om te scheiden van zijn vrouw, dus installeerde Sigurd gewoon een nieuwe bisschop in het destijds onbelangrijke stadje Stavanger.
Sigurd stierf in 1130 en werd begraven in de kerk Hallvardskirken in Oslo. Sigurd en zijn koningin Malmfred (de dochter van Grootvorst Mstislav I van Kiev en kleindochter van koning Inge I van Zweden) hadden een dochter gekregen, Kristin Sigurddatter, maar geen zonen. Dit leidde tot een machtsstrijd na Sigurds dood tussen verschillende onechte zonen en andere troonpretendenten. De machtsstrijd mondde uit in een burgeroorlog die van 1130 tot 1240 zou doorwoeden.
Rond het jaar 1225 werd de saga van Sigurd en zijn broers neergeschreven in de Heimskringla door Snorri Sturluson. In de 19e eeuw schreef Bjørnstjerne Bjørnson een historisch drama gebaseerd op het leven van Sigurd, met muziek gecomponeerd door Edvard Grieg.